# 11-Nor-9-karboksy-THC
11-Nor-9-karboksy-THC (11-nor-9-karboksy-Δ9-tetrahydrokannabinol, 11-COOH-THC) – organiczny związek chemiczny z grupy kannabinoidów, drugi główny metabolit THC wytwarzany w organizmie po spożyciu konopi.
11-COOH-THC powstaje w wyniku utleniania aktywnego metabolitu 11-hydroksy-THC przez enzymy wątrobowe. Następnie, w większości, jest dalej metabolizowany poprzez dołączanie  cząsteczki kwasu glukuronowego, przez co tworzy rozpuszczalny w wodzie glukuronid 11-nor-9-karboksy-THC, który może być łatwiej wydalony z organizmu.
Związek ten nie ma właściwości psychoaktywnych, a jego okres półtrwania wynosi kilka dni (lub tygodni u częstych palaczy konopi), przez co jest główną substancją, której obecność sprawdzana jest w testach na użycie substancji zawierających THC. W dokładniejszych testach można określić różnicę stężeń 11-OH-THC i 11-COOH-THC w organizmie, co pozwala stwierdzić jak często używano marihuany lub haszyszu.